# Per-Inge Rudström
Per-Inge Rudström född 25 mars 1948 på Hammarö, är en svensk tecknare och skulptör. Han är far till filmaren Jonas Rudström samt Sophie Rudström-Fernqvist och Jonna Rudström.
Rudström studerade det estetiska programmet vid Kyrkeruds folkhögskola, samt för Herman Reijers, Evert Lundberg och Inga Almlöf-Holmström.
Separat har han ställt ut på bland annat Scandinavian Art Gallery Clearwater Beach i Florida USA och han har medverkat i samlingsutställningar med Värmlands konstförening och Konstrundan i Karlstad.
Han har tilldelats Svenska Papperindustrarbetarförbundets Kulturstipendium 1981 och Hammarö kommuns Kulturstipendium 1993.
På Hammarö bibliotek i Skoghall kan man låna hem ett konstverk av Rudström upp till 6 månader.